# Palästinensisches Nationaltheater
Das Palästinensische Nationaltheater (arabisch المسرح الوطني الفلسطيني, DMG al-Masraḥ al-Waṭanī al-Filasṭīnī), auch El-Hakawati-Theater, befindet sich in Jerusalem im Stadtviertel American Colony unweit des Orienthauses.

## Geschichte
François Abou Salem (1951–2011) gründete 1977 die Theatergruppe El-Hakawati (arabisch الحكواتي „Der Geschichtenerzähler“) in Ostjerusalem. Seit Mai 1984 hat das Ensemble seinen festen Sitz im Saal des ehemaligen Kinos Nuzha, das nach einem Brand im Jahre 1983 ein halbes Jahr lang mit finanzieller Unterstützung der Ford Foundation renoviert wurde. Das Theater begann als kulturelle und künstlerische Initiative und ist auch ein palästinensisches Nationalsymbol. Es litt unter Zensurmaßnahmen und wurde oftmals durch eine Verwaltungsanordnung der israelischen Armee mit der Begründung geschlossen, dass dort Versammlungen im Zusammenhang mit der Volksfront für die Befreiung Palästinas abgehalten wurden. Dies geschah zum Beispiel im November 1985, als der Kommandeur des Zentralkommandos Amnon Lipkin-Schachak während einer vorgesehenen Generalprobe einen Schließungsbefehl für 24 Stunden erließ. Als das Theater 1987 zur Teilnahme am Festival in Akko eingeladen wurde, demonstrierten einige Likud-Mitglieder gegen den Auftritt des Theaters, und während der Vorstellung betrat eine Gruppe von rechtsextremen Kach-Aktivisten die Bühne und unterbrach die Aufführung.
Die Jahre der ersten Intifada ab 1987 trafen das Theater hart. Das Interesse an Kunst ließ damals stark nach, und auch die Bewegungsfreiheit wurde massiv eingeschränkt – das palästinensische Publikum außerhalb Jerusalems konnte aufgrund von Personenkontrollen und Straßensperren nicht anreisen. Eine Gruppe israelischer Theaterbesucher führte gegen diese Behinderungsmaßnahmen Protestaktionen durch, organisiert unter anderem durch Gila Almagor, Hanoch Levin und Omri Nitzan. Ab 2010 kam es zu finanziellen Schwierigkeiten, und nach mehreren Schließungsbefehlen der israelischen Behörden verlagerte sich der Schwerpunkt der Aufführungen in das al-Qassaba-Theater in Ramallah. El-Hakawati ist eine nicht gewinnorientierte Einrichtung, die keine Unterstützung von der Palästinensischen Autonomiebehörde erhält, sondern von verschiedenen Nichtregierungsorganisationen finanziert wird. 

## Inszenierungen
- Tote ohne Begräbnis von Jean-Paul Sartre. Regie: Mazen Getas. Künstlerische Leitung: George Ibrahim.[3]
- Ich habe einen Traum: Ein Stück aus dem Jahr 2008, in dem Stationen aus dem Leben von Martin Luther King für eine palästinensische Version bearbeitet und auf Arabisch uraufgeführt wurden. Das Stück wurde von Clayborne Carson (* 1944), Professor für Geschichte an der Stanford University, geschrieben und vom Regisseur Kamal al-Bascha den lokalen Bedingungen angepasst.[4]
- La Bohème: Produktion aus dem Jahr 2009, in Zusammenarbeit mit dem London Choir und einem Kinderchor aus Ramallah.[5]
- Rose und Jasmin: 2015 inszeniert. Die jüdische Miriam ist aus Nazi-Deutschland nach Palästina eingewandert und verliebt sich in John, einen englischen Offizier, der während des Völkerbundmandats in Palästina dient. Die beiden heiraten und bringen eine Tochter zur Welt, die einen Palästinenser heiratet. Das Stück erzählt die Geschichte einer Tragödie, die drei Generationen derselben gemischten Familie zerreißt.[6]
- Gilgamesch 3: Zwei Freunde versuchen, ein Theaterstück über die Taten von Gilgamesch aufzuführen. Der Regisseur besteht darauf, um jeden Preis noch einmal die berühmte Freundschaft zwischen Gilgamesch und Enkidu zu erzählen und das ganze Gilgamesch-Epos mit allen 25 Charakteren auf die Bühne zu bringen. Nach und nach geht die Kontrolle über die Inszenierung verloren, und das Stück wird zu einer Metapher für die Bedeutung des Theaters im heutigen Palästina.[7]